# Mie Nielsen
Mie Østergaard Nielsen (n. Aalborg, 25 de setembre 1996) és una nedadora danesa especialista en les proves d'esquena. En l'actualitat té diversos rècords nacionals en diferents proves d'esquena.
És la germana petita de Benny Nielsen, medallista olímpica durant els Jocs Olímpics de 1988, i Lone Jensen, nedador que va participar en el Mundial de Natació en 1978.
Nielsen va aconseguir la seva primera medalla sènior durant Campionat Europeu de Natació en Piscina Curta de 2011, d'on es va portar quatre medalles.
Al 2012 va debutar en uns Jocs Olímpics, participant en la proves de 100 i 200 metres esquena i en els relleus 100 metres lliures i estils.
Durant el Campionat Europeu de Natació de 2014 celebrat a Berlín va guanyar en la prova de 100 metres esquena i va quedar en tercer lloc en la de 50 metres esquena.